# Lilla Menichelli Pescatori
Lilla Menichelli, coniugata Pescatori (1884 – 1974), è stata un'attrice italiana.

## Biografia
Sorella maggiore di Pina, fu a lungo attrice nel teatro, senza però emergere. Negli anni dieci fu protagonista in alcuni film della Latium Film di Roma ed in uno della Savoia Film di Torino.
Fu sposata all'attore Nicola Pescatori dal quale ebbe una figlia, Olga, anch'ella futura attrice.

## Filmografia parziale
- I diavoli neri, regia di Ubaldo Pittei (1913)
- Nanà, regia di Camillo De Riso (1914)
- Gli occhi che videro!, regia di Ubaldo Pittei (1914)
- Nel vortice del peccato, regia di Telemaco Ruggeri (1916)